# Jesse H. Jones
Pour les articles homonymes, voir Jones.
Jesse Holman Jones, né le 5 avril 1874 dans le comté de Robertson (Tennessee) et mort le 1er juin 1956 à Houston (Texas), est un homme d'affaires et homme politique américain. Membre du Parti démocrate, il est secrétaire au Commerce entre 1940 et 1945 dans l'administration du président Franklin Delano Roosevelt.

## Biographie
Il a travaillé dans l'industrie du tabac, dans la banque et dans l'immobilier.

## Source
- (en) Cet article est partiellement ou en totalité issu de l’article de Wikipédia en anglais intitulé « Jesse H. Jones » (voir la liste des auteurs).